# Artemisinină
Artemisinina este un derivat semisintetic utilizat ca medicament în tratamentul malariei cu Plasmodium falciparum. A fost descoperită în 1972 de către Youyou Tu, o cercetătoare chineză, care a primit pentru această descoperire Premiul Nobel pentru Fiziologie sau Medicină în anul 2015.
Terapiile pe bază de derivați de artemisinină (engleză artemisinin-combination therapies) sunt în prezent foarte utilizate pentru tratamentul malariei cauzate de P. falciparum. Artemisinina a fost izolată din planta Artemisia annua (peliniță).